# Шведов, Фёдор Никифорович
Фёдор Никифорович Шведов (14 [26] февраля 1840, Килия, Бессарабская область — 12 [25] декабря 1905, Одесса) — русский физик, теоретик и экспериментатор, профессор, декан физико-математического факультета (1877—1880, 1889—1895) и ректор Императорского Новороссийского университета (1895—1903).

## Биография
Родился 14 (26) февраля 1840 года в городе Килия в семье обер-офицера. Среднее образование получил во 2-й одесской гимназии и Ришельевском лицее. В 1859 г. поступил в Императорский Санкт-Петербургский университет на физико-математический факультет. После его окончания (1862 г.) со степенью кандидата был оставлен для прохождения педагогического курса. В 1865 г. был командирован за границу для совершенствования знаний, стажировался у Генриха Густава Магнуса (Берлин). В 1868 г. защитил магистерскую диссертацию «О значении проводников в электростатике» (Санкт-Петербург). В этом же году избран доцентом физики Новороссийского университета. После защиты докторской диссертации «О законах превращения электричества в теплоту» (1870 г.) был избран экстраординарным, а затем – ординарным профессором, заведующим физическим кабинетом. В 1879-1881 гг. был инспектором классов и входил в состав Совета Одесского института благородных девиц. С 1894 гг. – заслуженный ординарный профессор, с 1889 до 1895 гг. – декан физико-математического факультета, с 30 декабря 1895 г. до 1903 г. – ректор Императорского Новороссийского университета. Вошёл в историю университета, как ректор-строитель. Благодаря его усилиям был построен дом физико-химического (позднее – физического) института, помещения для библиотеки, юридического и филологического факультетов, был назначен председателем строительной комиссии медицинского факультета.
Умер 12 (25) декабря 1905 года в Одессе.
По замечанию профессора де Метца, Шведов являлся одним из самых заметных фигур российской физической педагогики, наряду с профессорами Умовым и Хвольсоном .

## Научная деятельность
Ф. Н. Шведов один из основателей нового направления науки дендрохронологии. В работе «Про электрические лучи и законы их распространения» установил аналогию между электрическими и световыми явлениями. Исследовал причины образования комет, их форму, а также природу северных сияний. В работах, опубликованных в 1889-1890 гг., Ф. Н. Шведов заложил основы учения о реологических свойствах дисперсных систем и высокомолекулярных соединений. Он впервые в науке открыл упругость формы и аномалию вязкости коллоидных растворов. Напечатал более 40 научных работ по различным вопросам физики, геофизики, методики физики, астрономии и метеорологии. Ему принадлежит изобретение прицельного дальномера для береговой обороны и морской атаки, который позволил измерять расстояние с большой точностью.

## Семья
Его жена Надежда Яковлевна Шведова (урождённая Вейнберг, 1852—1892), дочь адвоката, коллежского секретаря Якова Исаевича Вейнберга и Любови Григорьевны Рубинштейн (мать была сестрой композиторов Антона и Николая Рубинштейнов, отец был братом литераторов Петра и Павла Вейнбергов).